# Elena Forțu
Elena Forțu (n. 9 septembrie 1929, Râmnicu Sărat) este o pictoriță română, creatoare de costume și decoruri de teatru și film, membră a Uniunii Artiștilor Plastici din România (1955), a Uniunii Teatrale Din România (1952) și membră U.C.I.N. (1965).

## Biografie
Elena Forțu a absolvit Institutul de Arte Plastice din București în 1954 (în aceeași promoție cu Lidia Luludis), obținând calificarea de pictor-scenograf.
În calitate de scenograf, a participat la peste 130 de spectacole de teatru din România (Petroșani, Pitești, București) și din stăinătate. Din 1961, la Studioul Cinematografic „Buftea” și la TVR (din 1972), a realizat scenografia la peste 300 de emisiuni TV, un serial, 14 filme artistice de lung și scurt metraj.
A participat la realizarea costumelor a câtorva lungmetraje de ficțiune, printre care se numără Partea ta de vină (1963), Casa neterminată (1964), Merii sălbatici (1964), Geneza (1975), Rămășagul (1985), Cucoana Chirița (1987) și Secretul lui Nemesis (1987).
În 1992 a devenit conferențiar universitar la Universitatea „Hyperion”.
A participat la expoziții bienale și trienale de scenografie, în țară și în străinătate (Praga, Paris, Atena, Novi Sad).

## Expoziții
Expoziții personale:
- Scenografie, București, 1975
- Paris, impresii de călătorie, 1984
- Pictură-grafică, 1989
- Fasti, 1989
- Ex Ponto, 1990
- Eminescu și lumea latină, 1993
- Mirabila sămânță, 1995
- Itinerar basarabean, Brăila, 1997
- Aquariul, 2001
- Los caminos de Jose Marti, București, 2003
- Legendele Dunării, București, 2005[2]

Expoziții în străinătate:
- Romena eterna, Macaubas, Brazilia, 2001, precum și la Roma, New York, Pescara, Viena, Mexico City[2]

## Filmografie

### Scenografă
- Partea ta de vină (dec), (r. Mircea Murean), (1963)
- Casa neterminată (dec), (r. Andrei Blaier), (1964)
- Merii sălbatici  (dec), (r. Alecu Croitoru), (1984)[1]

### Creatoare de costume
- Geneza (1975)
- Pe lângă Polul Sud (film TV, 1982)
- Rămășagul (1985) - în colaborare cu Nelly Merola,  (r. Ion Popescu Gopo).[1]
- Cucoana Chirița (1987) - în colaborare cu Ileana Oroveanu
- Secretul lui Nemesis (1987)

## Premii și distincții
- Premiul pentru scenografia spectacolului „Horea”, Teatrul Național Iași, 1956

- ARIETAS, Roma, 1987
- Medalia „Cinema Centenar”, 1996
- Premiul „Nicolae Grigorescu” al Academiei Daco-Română și Diploma pentru Propagarea Artei Românești, 2003.[2]